# Thy Neighbor’s Wife
Thy Neighbor’s Wife (übersetzt Deines Nächsten Weib) ist ein 1980 erschienenes Buch des US-amerikanischen Journalisten und Autors Gay Talese. Die erste Auflage in Deutsch ist im Jahr 1980 unter dem Titel „Der Talese Report - Sexualität und Erotik in der Männergesellschaft“ (Molden) veröffentlicht worden. Im Jahr 2007 ist dann die 2. Auflage mit der Übersetzung von Gustav Stirner unter dem Titel Du sollst begehren – Auf den Spuren der sexuellen Revolution erschienen.
In dem Buch, für das Gay Talese von 1971 bis 1980 recherchierte, beschreibt er die sexuelle Revolution in Amerika.

## Ausgaben
- Gay Talese: Thy Neighbor’s Wife. Pan Books, London 1981, ISBN 0-330-26404-4.
- Gay Talese: Du sollst begehren – Auf den Spuren der sexuellen Revolution. Übersetzt von Gustav Stirner. Rogner und Bernhard, Berlin 2007, ISBN 978-3-8077-1034-1.